# The Rocky Horror Picture Show: Let's Do the Time Warp Again
Cet article concerne le téléfilm de 2016. Pour le film de 1975, voir The Rocky Horror Picture Show. Pour la comédie musicale, voir The Rocky Horror Show.
Pour plus de détails, voir Fiche technique et Distribution.
The Rocky Horror Picture Show: Let's Do the Time Warp Again est un téléfilm américain réalisé par Kenny Ortega et diffusé le 20 octobre 2016 sur le réseau Fox.
C'est un remake et un hommage au film The Rocky Horror Picture Show de Jim Sharman (1975) lui-même adapté de la comédie musicale The Rocky Horror Show de Richard O'Brien.

## Synopsis
Lors d'une soirée comme les autres, Trixie rejoint le cinéma où elle travaille comme ouvreuse pour lancer une séance du célèbre Rocky Horror Picture Show. Des fans impatients envahissent la salle de cinéma pour redécouvrir ce film pas comme les autres dans lequel un couple assez coincé, Janet et Brad, tombe en panne dans une forêt étrange lors d'une sombre nuit d'orage. Le couple devait rendre visite au Dr Everett von Scott pour lui annoncer leurs fiançailles. À la recherche d'aide, Janet et Brad frappent à la porte d'un mystérieux château. Là-bas, ils vont faire la rencontre de ses occupants pour le moins bizarres, notamment le maitre des lieux, le Dr Frank-N-Furter, qui se livre à de bien étranges expériences.

## Fiche technique
- Titre original : The Rocky Horror Picture Show: Let's Do the Time Warp Again
- Réalisation : Kenny Ortega
- Scénario : d'après le scénario de Richard O'Brien et Jim Sharman, adapté de la comédie musicale écrite par Richard O'Brien
- Direction artistique : Michaela Cheyne
- Costumes : William Ivey Long
- Décors : Peter Cosco
- Photographie : Luc Montpellier
- Montage : Don Brochu
- Musique : d'après les musiques de Richard O'Brien, ré-arrangées par Cisco Adler
- Chorégraphie : Kenny Ortega
- Production : John Ryan
- Production exécutive : Lou Adler, Gail Berman et Kenny Ortega
- Sociétés de production : The Jackal Group, Ode Sounds & Visuals et Fox 21 Television Studios
- Sociétés de distribution :
  -  États-Unis : Fox (télévision) ; 20th Century Fox Television (globale)
- Pays d’origine :  États-Unis
- Langue originale : anglais
- Format : couleur - 35 mm - 1,85:1 - son Dolby numérique
- Budget : 20 000 000 $
- Durée : 88 minutes (version TV) ; 95 minutes (version longue)
- Genre : Film musical et horrifique
- Première diffusion :
  -  France : 18 octobre 2016 en avant-première mondiale à la MIPCOM 2016[1]
  -  États-Unis /  Canada : 20 octobre 2016 sur Fox / Citytv (en simultané)
  -  Royaume-Uni : 28 octobre 2016 sur Sky Cinema Premiere
- Dates de sortie en vidéo :
  -  États-Unis : 6 décembre 2016
  -  France : 2 juillet 2017 (vidéo à la demande) ; 7 novembre 2018 (DVD)

 Sauf indication contraire, les informations mentionnées dans cette section peuvent être confirmées par la base de données cinématographiques IMDb,  présente dans la section « Liens externes ».

## Distribution
- Laverne Cox : Dr Frank-N-Furter
- Victoria Justice : Janet Weiss
- Ryan McCartan : Brad Majors
- Annaleigh Ashford : Columbia
- Adam Lambert : Eddie
- Reeve Carney : Riff-Raff
- Christina Milian : Magenta
- Staz Nair : Rocky
- Ivy Levan : Trixie, l'ouvreuse
- Ben Vereen : Dr Everett von Scott
- Tim Curry : le criminologue
- Jayne Eastwood : la gouvernante
- Jeff Lillico : Ralph Hapschatt
- Kelly Van der Burg : Betty Hapschatt-Munroe
- Sal Piro : le photographe

## Production

### Développement
La chaîne Fox, appartenant au groupe 20th Century Fox qui détient les droits d'adaptations de la comédie musicale, prévoyait un hommage en téléfilm du Rocky Horror Picture Show depuis 2002 avec pour objectif une sortie en 2003 pour fêter les 30 ans de la comédie musicale dont est adapté le film mais le projet ne démarre jamais. En 2008, c'est la chaîne câblée MTV qui annonce vouloir développer un remake pour son antenne, mais encore une fois, le projet ne décolle pas.
En avril 2015, Fox relance le projet et annonce qu'il sera réalisé par Kenny Ortega, connu pour son travail sur Hocus Pocus, la trilogie High School Musical et Descendants. Il est aussi annoncé que le Dr. Frank-N-Furter serait interprété par l'actrice Laverne Cox, connue pour son rôle dans la série télévisée Orange Is the New Black.
La chaîne dévoile que Lou Adler et Gail Berman, producteurs de l'original, produiront aussi le téléfilm. Le téléfilm sera fidèle à l'histoire et à la musique de l'original mais sera une complète ré-invention visuellement, la production précise aussi que ce téléfilm n'est pas considéré comme un remake, le but n'étant pas de refaire l'original en mieux, mais comme un hommage pour célébrer les fans ainsi que le film d'origine.
Le téléfilm a été tourné à Toronto au Canada et plus précisément dans la célèbre maison Casa Loma.

### Version longue
Le téléfilm a été édité en deux versions différentes : Une version TV de 88 minutes et une version longue pour la sortie vidéo. Cette version longue contient plusieurs scènes supprimées pour la diffusion à la télévision du téléfilm ainsi que la chanson Once in a While, interprétée par Ryan McCartan.

## Bande-originale
Singles
1. The Time Warp
Sortie : 15 août 2016
2. Toucha, Toucha, Toucha, Touch Me
Sortie : 15 septembre 2016
3. Over at the Frankenstein Place
Sortie : 5 octobre 2016
4. Sweet Transvestite
Sortie : 14 octobre 2016
5. Hot Patootie
Sortie : 17 octobre 2016

Liste des titres
1. Science-Fiction / Double Feature - Ivy Levan
2. Dammit Janet - Ryan McCartan et Victoria Justice
3. Over at the Frankenstein Place - Victoria Justice, Ryan McCartan et Reeve Carney
4. The Time Warp - Reeve Carney, Christina Milian, Tim Curry et Annaleigh Ashford
5. Sweet Transvestite - Laverne Cox et Ryan McCartan
6. Sword of Damocles - Staz Nair
7. I Can Make You a Man - Laverne Cox
8. Hot Patootie (Bless My Soul) Whatever Happened to Saturday Night? - Adam Lambert
9. I Can Make You a Man (Reprise) - Laverne Cox
10. Toucha, Toucha, Toucha, Touch Me - Victoria Justice
11. Once in a While - Ryan McCartan
12. Eddie - Ben Vereen et Annaleigh Ashford
13. Planet Schmanet Janet - Laverne Cox
14. Planet Hot Dog - Laverne Cox, Ryan McCartan, Ben Vereen et Victoria Justice
15. Rose Tint My World - Annaleigh Ashford, Staz Nair, Ryan McCartan et Victoria Justice
16. Don't Dream It - Laverne Cox, Tim Curry, Ben Vereen, Ryan McCartan et Victoria Justice
17. Wild And Untamed Thing - Laverne Cox et Reeve Carney
18. I'm Going Home - Laverne Cox
19. Super Heroes - Ryan McCartan, Victoria Justice et Tim Curry
20. Science Fiction / Double Feature (Reprise) - Adam Lambert et Ivy Levan

## Accueil

### Audience
Aux États-Unis, le téléfilm a réuni 5,34 millions de téléspectateurs avec un taux de 1.8 sur les 18-49 ans pour sa première partie puis 4,56 millions de téléspectateurs pour un taux de 1.6 dans sa deuxième partie faisant de lui le troisième programme le plus regardé de la soirée.
Un bon score, semblable aux audiences habituelles des séries de la chaîne Fox mais néanmoins assez faible comparé au précédent événement musicale de la chaîne, Grease: Live !, qui avait réuni 12,18 millions de téléspectateurs.

### Critiques
Le téléfilm a reçu des critiques négatives sur le site agrégateur de critiques Rotten Tomatoes recueillant 29 % de critiques positives, avec une note moyenne de 5,2/10 sur la base de 34 critiques collectées. Sur le site Metacritic, il a reçu des critiques mitigées avec un score de 55/100 sur la base de 23 critiques collectées.
Sara Stewart du New York Post a publié une critique positive du téléfilm saluant la réalisation ainsi que les performances de la distribution même si elle regrette que les performances vocales de Laverne Cox ne soit pas toujours parfaite. Elle précise néanmoins que même si le téléfilm est bon, certains spectateurs risquent de se contenter de l'original.
Dave Nemetz de TV Line publie aussi une critique positive, décrivant le téléfilm comme fun. Il déclare que le film réussi à capturer l'esprit de l'original. Seul point négatif, la performance de Laverne Cox qui, pour lui, n'arrive pas à interpréter correctement son personnage et dont la performance vocale n'est pas à la hauteur.
Marc Snetiker de Entertainment Weekly est aussi positif avec le téléfilm, saluant son énergie et sa distribution. Mais il précise que même s'il réunit tous les ingrédients pour passer un bon moment, il manque certains éléments pour le rendre vraiment bon.
Le reste de la presse spécialisée est plutôt mitigé, voir négatif, avec le téléfilm. Brian Lowry de CNN déclare que les performances des acteurs sont maladroites mais aussi que l’adaptation de plusieurs scènes est très décevante.
Pour Neil Genzlinger du New York Times, la production manque de confiance en elle et cela se traduit par le résultat à l'écran. Pour Daniel D’Addario du Time, le téléfilm essaye tellement d'être parfait qu'il perd totalement l'esprit du Rocky Horror Show.
Pour Daniel Fienberg de The Hollywood Reporter, le téléfilm souffre de la mise en scène suffocante et d'une absence de réflexion et pour Sonia Saraiya de Variety, il n'est pas à la hauteur et offre un spectacle médiocre.